# Dave Pike
Dave Pike, rodným jménem David Samuel Pike (23. března 1938, Detroit – 3. října 2015) byl americký jazzový vibrafonista. Ve svých osmi letech začal hrát na bicí a později – jako samouk – na vibrafon. Svou první nahrávku pořídil v roce 1958 a to jako doprovodný hudebník v kvartetu klavíristy Paula Bleye. První album jako leader, které neslo název It's Time for Dave Pike, vydal v roce 1961. Během své kariéry spolupracoval s mnoha hudebníky, mezi které patří například Billy Higgins, Herbie Mann, Reggie Workman, Bill Evans nebo Barry Harris.